# Ніколаєвка (присілок, Стерлітамацький район)
Нікола́євка (рос. Николаевка, башк. Николаевка) — присілок у складі Стерлітамацького району Башкортостану, Росія. Входить до складу Алатанинської сільської ради.
Населення — 66 осіб (2010; 86 в 2002).
Національний склад:
- башкири — 69%